# Steinkiste von Sjökullen
Die Steinkiste von Sjökullen (schwedisch Hällkista i Sjökullen) in Upphärad in der Gemeinde Trollhättan in Västergötland in Schweden ist eine bronzezeitliche Megalithische Steinkiste, die westlich des Åsakavägen, etwa 6 km vom Ortskern Upphärads entfernt, unmittelbar an der Straße, in einem Erdhügel liegt.
Die zwischen 1830 und 1920 als Keller genutzte Steinkiste ist partiell abgetragen, sodass ihr einstiger Zugang (vermutlich durch ein Seelenloch) nicht mehr existiert und ihr heutiger Zugang horizontal liegt. Aus ungeklärter Ursache fehlt manchen Steinkisten der Endstein der Zugangsseite, was auf Grabraub oder eine Raubgrabung hinweist. Die Steinkiste von Sjökullen besteht aus großen Seitenplatten, der nördlichen Endplatte, die mit zwei Steinreihen erhöht wurde und einem rustikalen Kraggewölbe über die gesamte Länge.